# Yvan Lebourgeois
Pour les articles homonymes, voir Lebourgeois.
Yvan Lebourgeois, né le 26 octobre 1962 à Noyers-Bocage (Calvados) , est un footballeur professionnel français.
Recruté en 1984 par le Stade Malherbe Caen, il y évolue d'abord en attaque puis s'y impose comme défenseur, alors que le club découvre l'élite. En douze saisons à Caen, il participe à 391 matchs sous le maillot de Caen, dont 200 de première division et les deux matchs de coupe d'Europe disputés par le club. Ce record est battu par Anthony Deroin qu'au cours de la saison 2009-2010.

## Biographie

### Le Stade Malherbe dans le cœur
Lebourgeois commence sa carrière en tant qu'attaquant à l'ASPTT Caen, en tant qu'amateur en quatrième division. L'entraîneur du Stade Malherbe Caen de l'époque, Pierre Mankowski, le repère et le recrute en 1984. Il devient, au fil des années, un des hommes de base du Stade Malherbe. Recruté et considéré comme un attaquant lors de ses premières saisons, il est replacé en défense par l'entraîneur Daniel Jeandupeux à son arrivée en 1989 (comme il le fait avec Franck Dumas). 
Au début des années 1990, Malherbe est un club ambitieux qui recrute des joueurs revanchards (Jesper Olsen, Stéphane Paille et Benoit Cauet) ou en devenir (Xavier Gravelaine). Lors de la saison 1992-1993, Yvan Lebourgeois participe aux deux premiers matchs européens du club en tant que capitaine (face au Real Saragosse). En 1995, malgré un recrutement ambitieux (Amara Simba et Kennet Andersson), Caen descend en D2. Il reste une dernière saison, ponctuée par la remontée en D1 et le titre de champion de D2. 
Lebourgeois déclare à propos de l'année de la descente : « Andersson, Simba, Etamé... Ces trois-là nous avaient pourri la saison, surtout Kennet Andersson. Il avait fait un Mondial extraordinaire, le club ne l'avait pas laissé partir. Il n'a pas joué, on en était à la limite d'en venir aux mains à l'entraînement. Cela a été ma pire année à Malherbe. »

### Fin de carrière à Saint-Denis Saint-Leu
L'année suivante, il signe avec Saint-Denis Saint-Leu, ambitieux club de National (Dominique Rocheteau en est alors le manager général) dont le but est de devenir le « grand club banlieusard à vocation européenne », capable d'évoluer à terme au Stade de France. Lebourgeois dispute 22 matchs. Le club termine la saison à une décevante 7e place.
Lebourgeois rentre à Caen et prend une licence de joueur à l'ASPTT Caen, le club de ses débuts, en Division d'honneur. Le club de Saint-Denis Saint-Leu disparait lui deux ans plus tard, du fait d'importants problèmes financiers.

### Reconversion
Lebourgeois s'investit à la fin de sa carrière au sein de l'AF Vire où il occupe en 2002 la fonction de vice-président aux côtés de Jean-Marc Gautier. Il reprend à cette époque le magasin Sport 2000 de Vire. En 2007, l'ancien footballeur est chauffeur de bus dans la région caennaise.

## Statistiques
Au cours de sa carrière, Yvan Lebourgeois dispute 200 matches en Division 1 et 163 matches en Division 2 (dont six matchs de barrage).
| Saison                | Club                  | Championnat           | Championnat | Championnat | Coupe(s) nationale(s) | Coupe(s) nationale(s) | Compétition(s) continentale(s) | Compétition(s) continentale(s) | Compétition(s) continentale(s) | Barrages | Barrages | Total | Total |
| Saison                | Club                  | Division              | M.          | B.          | M.                    | B.                    | Comp.                          | M.                             | B.                             | M.       | B.       | M.    | B.    |
| 1984-1985             | Stade Malherbe Caen   | Division 2            | 31          | 5           | 1                     | 0                     | -                              | -                              | -                              | -        | -        | 32    | 5     |
| 1985-1986             | Stade Malherbe Caen   | Division 2            | 32          | 4           | 1                     | 0                     | -                              | -                              | -                              | -        | -        | 33    | 4     |
| 1986-1987             | Stade Malherbe Caen   | Division 2            | 30          | 6           | 3                     | 0                     | -                              | -                              | -                              | 1        | 0        | 34    | 6     |
| 1987-1988             | Stade Malherbe Caen   | Division 2            | 31          | 8           | 3                     | 0                     | -                              | -                              | -                              | 5        | 0        | 39    | 8     |
| 1988-1989             | Stade Malherbe Caen   | Division 1            | 36          | 3           | 5                     | 0                     | -                              | -                              | -                              | -        | -        | 41    | 3     |
| 1989-1990             | Stade Malherbe Caen   | Division 1            | 27          | 2           | 1                     | 0                     | -                              | -                              | -                              | -        | -        | 28    | 2     |
| 1990-1991             | Stade Malherbe Caen   | Division 1            | 28          | 1           | 1                     | 0                     | -                              | -                              | -                              | -        | -        | 29    | 1     |
| 1991-1992             | Stade Malherbe Caen   | Division 1            | 38          | 1           | 4                     | 0                     | -                              | -                              | -                              | -        | -        | 42    | 1     |
| 1992-1993             | Stade Malherbe Caen   | Division 1            | 32          | 0           | 2                     | 0                     | C3                             | 2                              | 0                              | -        | -        | 36    | 0     |
| 1993-1994             | Stade Malherbe Caen   | Division 1            | 20          | 0           | 1                     | 0                     | -                              | -                              | -                              | -        | -        | 21    | 0     |
| 1994-1995             | Stade Malherbe Caen   | Division 1            | 19          | 0           | 2                     | 0                     | -                              | -                              | -                              | -        | -        | 21    | 0     |
| 1995-1996             | Stade Malherbe Caen   | Division 2            | 33          | 0           | 2                     | 0                     | -                              | -                              | -                              | -        | -        | 35    | 0     |
| Sous-total            | Sous-total            | Sous-total            | 357         | 30          | 26                    | 0                     | -                              | 2                              | 0                              | 6        | 0        | 391   | 30    |
| 1996-1997             | St-Denis St-Leu       | National 1            | 22          | 0           | -                     | -                     | -                              | -                              | -                              | -        | -        | 22    | 0     |
| Sous-total            | Sous-total            | Sous-total            | 22          | 0           | -                     | -                     | -                              | -                              | -                              | -        | -        | 22    | 0     |
| Total sur la carrière | Total sur la carrière | Total sur la carrière | 379         | 30          | 26                    | 0                     | -                              | 2                              | 0                              | 6        | 0        | 413   | 30    |

## Palmarès
- 1996 : Champion de D2 (SM Caen)